# Dolichopus czekanowskii
Dolichopus czekanowskii är en tvåvingeart som beskrevs av Stackelberg 1928. Dolichopus czekanowskii ingår i släktet Dolichopus och familjen styltflugor. Inga underarter finns listade i Catalogue of Life.